# Episodi di Dragons (prima stagione)
La prima stagione della serie animata Dragons, sottotitolata I cavalieri di Berk, composta da 20 episodi, è stata trasmessa in prima visione, negli Stati Uniti d'America, su Cartoon Network dal 7 agosto 2012 al 20 marzo 2013.
In Italia la stagione è stata trasmessa su Cartoon Network, dal 4 marzo al 28 giugno 2013.  In chiaro è stata poi trasmessa su Boing, a partire dal 3 giugno 2013.
| nº | Titolo originale                       | Titolo italiano                    | Prima TV USA      | Prima TV Italia |
| -- | -------------------------------------- | ---------------------------------- | ----------------- | --------------- |
| 1  | How to Start a Dragon Academy          | L'accademia dei draghi             | 7 agosto 2012     | 4 marzo 2013    |
| 2  | Viking for Hire                        | Un vichingo da... assumere         | 7 agosto 2012     | 5 marzo 2013    |
| 3  | Animal House                           | Un caldo rifugio                   | 4 settembre 2012  | 6 marzo 2013    |
| 4  | The Terrible Twos                      | La gelosia di Sdentato             | 11 settembre 2012 | 7 marzo 2013    |
| 5  | In Dragons We Trust                    | Ci fidiamo dei draghi              | 18 settembre 2012 | 8 marzo 2013    |
| 6  | Alvin and the Outcasts                 | Alvin e i suoi guerrieri           | 25 settembre 2012 | 11 marzo 2013   |
| 7  | How To Pick Your Dragon                | A ognuno il suo drago              | 3 ottobre 2012    | 12 marzo 2013   |
| 8  | Portrait of Hiccup as a Buff Young Man | Caccia al tesoro                   | 10 ottobre 2012   | 13 marzo 2013   |
| 9  | Dragon Flower                          | Un fiore mortale                   | 17 ottobre 2012   | 14 marzo 2013   |
| 10 | Heather Report: Part 1                 | La sconosciuta (prima parte)       | 14 novembre 2012  | 14 giugno 2013  |
| 11 | Heather Report: Part 2                 | La sconosciuta (seconda parte)     | 21 novembre 2012  | 17 giugno 2013  |
| 12 | Thawfest                               | I giochi del disgelo               | 28 novembre 2012  | 18 giugno 2013  |
| 13 | When Lightning Strikes                 | Tempesta di fulmini                | 5 dicembre 2012   | 20 giugno 2013  |
| 14 | What Flies Beneath                     | L'incubo dal passato               | 6 febbraio 2013   | 21 giugno 2013  |
| 15 | Twinsanity                             | Un ospite molto scomodo            | 13 febbraio 2013  | 19 giugno 2013  |
| 16 | Defiant One                            | L'unione fa la forza               | 20 febbraio 2013  | 24 giugno 2013  |
| 17 | Breakneck Bog                          | L'isola della paura                | 27 febbraio 2013  | 25 giugno 2013  |
| 18 | Gem of a Different Color               | La pietra della fortuna            | 6 marzo 2013      | 26 giugno 2013  |
| 19 | We Are Family: Part 1                  | Siamo una famiglia (prima parte)   | 13 marzo 2013     | 27 giugno 2013  |
| 20 | We Are Family: Part 2                  | Siamo una famiglia (seconda parte) | 20 marzo 2013     | 28 giugno 2013  |

## L'accademia dei draghi
- Titolo originale: How to Start a Dragon Academy
- Diretto da: Anthony Bell
- Scritto da: Linda Teverbaugh e Michael Teverbaugh

### Trama
Ormai a Berk i draghi sono diventati amici dei vichinghi, ma rimangono pur sempre animali selvaggi il cui comportamento causa sempre più problemi agli abitanti dell'isola. Sfruttando la cosa, Mildew, un anziano signore molto scorbutico che odia i draghi, comincia a protestare e, purtroppo, la maggior parte degli abitanti gli dà ragione. Stoik, in qualità di capo del villaggio, deve accontentare la folla e sta per prendere l'amara decisione di cacciare via i draghi ma, grazie ad Hiccup, li fa restare sull'isola a patto che egli li controlli. Hiccup, nonostante la sua bravura, non riesce a controllare tutti quei draghi ma Stoik, che ha capito i suoi problemi e riconosce che il metodo usato dal figlio è in fondo giusto, decide di assegnare a suo figlio ed ai suoi amici la vecchia arena dove un tempo si uccidevano i draghi e di trasformarla nell'accademia dei draghi, cioè il luogo dove addestrare i draghi. Ad Hiccup ed ai suoi amici viene inoltre affidato anche il compito di prendersi cura del libro dei draghi e di inserire da ora in poi le nuove scoperte riguardanti questi ultimi.

## Un vichingo da... assumere
- Titolo originale: Viking for Hire
- Diretto da: John Sanford e Anthony Bell
- Scritto da: Art Edler Brown e Douglas Sloan

### Trama
Skaracchio, il forgiatore delle armi usate contro i draghi, è oramai disoccupato perché i rettili sputafuoco hanno fatto pace con i vichinghi. Hiccup, dato il problema, propone a Skaracchio molte nuove professioni, ma nessuna di esse si rivela adatta a lui. Soltanto dopo l'attacco al villaggio da parte di Zannacurva, Skaracchio capisce cosa sarà d'ora in poi, cioè il "veterinario" dei draghi. Zannacurva era infatti impazzito per via di un dente che gli causava dolore e solo Skaracchio è riuscito a capire il suo problema e a curarlo.

## Un caldo rifugio
- Titolo originale: Animal House
- Diretto da: John Eng e Anthony Bell
- Scritto da: Linda Teverbaugh e Michael Teverbaugh

### Trama
Sebbene i vichinghi ed i draghi siano ora in buoni rapporti, il trattato di pace è sfuggito agli animali da cortile allevati dai paesani; le bestie, terrorizzate dai rettili sputafuoco, hanno ormai smesso di produrre. Inoltre Bucket, grazie al suo secchio che percepisce l'arrivo di tempeste, avverte che si sta per abbattere una tremenda bufera sul villaggio. Nonostante i vari tentativi di Hiccup per calmare gli animali, essi non afferrano il messaggio e dopo un po' di tempo l'isola rimane quasi senza provviste per la stagione fredda, ormai imminente. Durante la bufera, gli animali fuggono ed i ragazzi, nel tentativo di recuperarli, si perdono rischiando di morire assiderati, ma a qual punto i draghi fanno qualcosa di straordinario: si stringono intorno ai loro padroni e agli animali per scaldarli, salvandoli dal gelo. Gli animali, capendo che i draghi non sono pericolosi, riprendono a produrre..

## La gelosia di Sdentato
- Titolo originale: The Terrible Twos
- Diretto da: Louie del Carmen, Joe Sichta e Anthony Bell
- Scritto da: Jim Cooper

### Trama
Hiccup ed i suoi amici, volando nel bosco, trovano il piccolo di una specie sconosciuta di drago, chiamata in seguito Typhoomerang. Per poter documentare le informazioni riguardanti la nuova specie, devono prima testarne le caratteristiche e ne trovano alcune molto interessanti, ed alla fine tutti finiscono per affezionarsi al draghetto, chiamato poi Torcia; l'unica eccezione sembra essere Sdentato, che pare geloso del suo nuovo, dispettoso coinquilino. Ma quella di Sdentato non è solo gelosia: egli sa che, nel frattempo, la madre di Torcia ha iniziato a cercare il suo piccolo e, non trovandolo, si è spinta fuori dal bosco. Hiccup comprende la situazione appena in tempo, e riesce a far tornare Torcia da sua madre e chiarire ogni equivoco con il suo drago dopo un rocambolesco inseguimento aereo. Scampato il pericolo, nel libro dei draghi vengono inserite le nuove scoperte.

## Ci fidiamo dei draghi
- Titolo originale: In Dragons We Trust
- Diretto da: John Sanford
- Scritto da: Art Brown e Douglas Sloan

### Trama
Continuando con gli esercizi per testare la fiducia dei cavalieri nei confronti dei propri draghi, Moccicoso e Zannacurva finiscono col distruggere la casa di Mildew; il vecchio, più indispettito che mai, si reca da Stoik per denunciare il fatto, ma il capo ormai non sa che fare per rimediare ai continui danni provocati dai rettili. Il giorno successivo, i vichinghi scoprono che tutti i loro stivali, messi di fuori per far prendere loro aria, sono scomparsi, ed il Bizzippo dei gemelli viene incolpato di averli rosicchiati. Per prevenire ulteriori incidenti, i ragazzi si preoccupano di tenere d'occhio i loro draghi organizzando una ronda notturna. Ma nonostante gli sforzi, la Grande Sala viene trovata distrutta all'interno, e tutto sembra far risalire la colpa a Zannacurva, che Moccicoso non aveva debitamente sorvegliato. Hiccup non è ancora convinto che i draghi siano i responsabili di ciò, ma Stoik, dopo un altro disastro che sembra essere stato causato da Sdentato, si vede costretto ad esiliare i draghi sull'isola dei draghi. Intanto, Hiccup penetra nella casa di Mildew e scopre che ha fabbricato delle finte zampe di drago per riuscire ad incolpare i draghi. Sfortunatamente, prima che Hiccup le possa dimostrare come le prove del tradimento di Mildew, il vecchio ritorna in casa e getta le zampe nell'oceano. Tuttavia Hiccup non si fermerà mai per dimostrare che Sdentato e gli altri draghi sono innocenti.

## Alvin e i suoi guerrieri
- Titolo originale: Alvin and the Outcasts
- Diretto da: John Eng e Anthony Bell
- Scritto da: Jim Cooper

### Trama
Mentre Hiccup tenta di dimostrare che Sdentato e gli altri draghi non hanno causato i danni nell'isola di Berk, una tribù di vichinghi un tempo residenti sull'isola, gli Esiliati, approfittano dello scompiglio per compiere un'incursione. Il loro capo, Alvin, è venuto a cercare il "Conquistatore di draghi", colui che ha sottomesso e saputo controllare i rettili alati. Mentre Stoik, Skaracchio e altri vichinghi sconfiggono un gruppo degli Esiliati, Alvin e i suoi catturano i fuggitivi. Tuttavia, Hiccup afferma di essere lui il "Conquistatore di draghi" e per dimostrargli che dice la verità lo porta all'Isola dei Draghi. Intanto Stoik, liberatosi degli ultimi Esiliati, viene a sapere da Astrid che Hiccup sta andando con Alvin all'Isola dei Draghi, e così li segue insieme a lei, Skaracchio, Gambedipesce, Moccicoso, Testaditufo e Testabruta. Intanto, sull'isola dei draghi, Hiccup si riunisce con Sdentato e viene poi supportato con i suoi amici e i loro draghi che insieme riescono a sconfiggere Alvin e gli Esiliati e ritornano a Berk. Gli abitanti, capendo che i draghi li proteggeranno sempre, accettano di nuovo i draghi, e nessuno da più ascolto a ciò che dice Mildew.

## A ognuno il suo drago
- Titolo originale: How To Pick Your Dragon
- Diretto da: Louie del Carmen, Joe Sichta e Anthony Bell
- Scritto da: Art Edler Brown, Jim Cooper e Douglas Sloan

### Trama
Stoik ha problemi con un Tamburo Furente che da giorni distrugge le navi che trasportano il pesce. Anche se non riesce a risolvere il problema, Stoik vuole a tutti i costi usare le vecchie maniere, perché è convinto che cavalcare un drago sia sbagliato. Cambia però idea quando cavalca Sdentato insieme ad Hiccup, e perciò decide di farlo sempre più spesso, sfinendo il drago. Hiccup decide allora di far provare a Stoik gli altri draghi presenti sull'isola, ma nessuno di essi è adatto al capo del villaggio; nel frattempo il Tamburo Furente colpisce ancora, e durante la lotta per scacciarlo Stoik capisce che esso è il drago perfetto per un solenne capo di un villaggio come lui e decide di addestrarlo con l'aiuto di Hiccup; durante l'addestramento, però, Stoik viene disarcionato, e il Tamburo Furente se ne va. Stoik, Hiccup e gli altri lo cercano, e lo ritrovano in una grotta vicino al mare, dove al suo interno vi è un altro Tamburo Furente ferito: Stoik capisce così che il drago stava aiutando il suo amico prendendo il pesce delle navi, e ordina a Hiccup di avvertire subito Skaracchio. Nel frattempo, però, un gruppo di cinghiali, sentendo l'odore del sangue del Tamburo Furente ferito, arriva alla grotta. Stoik e il Tamburo Furente lottano contro di loro, finché Stoik impara finalmente a cavalcare ed usare in battaglia il suo nuovo drago, che si dimostra molto più simile a lui di quanto il capo vichingo inizialmente non pensasse, e insieme riescono a scacciare via i cinghiali. Alla fine, insieme ad Hiccup e Sdentato,  portano il Tamburo Furente ferito da Skaracchio, e Stoik diventa un capo molto migliore grazie al suo drago.

## Caccia al tesoro
- Titolo originale: Portrait of Hiccup as a Buff Young Man
- Diretto da: John Sanford, Anthony Bell
- Scritto da: Jim Cooper

### Trama
Per Hiccup è arrivato il momento di farsi ritrarre insieme a suo padre ma, nonostante il suo fisico mingherlino, viene dipinto come un ragazzo forte e robusto; Stoik sembra felice della cosa, ma ad Hiccup non va a genio che suo padre preferisca come è nel quadro piuttosto che come è nella realtà. Poco dopo, osservando nei ritratti degli antenati il ritratto di Hamish II, figlio di Hamish I, i ragazzi trovano una mappa che indica, sotto forma di poesia, come arrivare ad un misterioso tesoro. Skaracchio, avendo visto i ragazzi che osservavano la mappa, spiega loro che anche lui e Stoik hanno cercato quel tesoro, ma che hanno rischiato la vita e senza riuscirci, e sconsiglia quindi a loro di iniziare la caccia. Hiccup, nonostante il consiglio, vuole a tutti i costi trovare il tesoro ma non per l'oro che contiene, bensì per essere all'altezza di come è stato ritratto. Dopo tanti indovinelli e prove, Hiccup riesce a raggiungere il tesoro ma, per farlo, finisce in una grotta sotterranea la cui entrata è bloccata da dei massi. Poco dopo Stoik raggiunge i ragazzi sul luogo della presunta morte di Hiccup e capisce che egli non si sente all'altezza del quadro. Trovato il tesoro, Hiccup esce dalla grotta ormai sepolta dal suo stesso soffitto di rocce, e rivela a tutti che in realtà il tesoro non è altro che il vero ritratto di Hamish I e di suo figlio, in cui si vede che anche Hamish II, proprio come Hiccup, era magro e mingherlino. Dopo ciò, ad Hiccup e Stoik viene fatto un altro ritratto dove sono rappresentate le vere caratteristiche fisiche di entrambi.

## Un fiore mortale
- Titolo originale: Dragon Flower
- Diretto da: John Eng e Anthony Bell
- Scritto da: Jim Cooper

### Trama
Al porto di Berk approda con la sua nave Johann il mercante e tutti gli abitanti dell'isola, compresi i ragazzi, si recano da lui per barattare ciò che hanno. Stranamente, anche Mildew si trova lì e prende, in cambio di un cesto di cavoli, un sacco che contiene dei semi. Pochi giorni dopo tutta l'isola è ricoperta da Oleandri azzurri, fiori bellissimi ma mortali per i draghi, che si ammalano uno ad uno. Per trovare un rimedio i ragazzi si recano da Goty, la veggente dell'isola, che gli consiglia di gettare tutto ciò che è nuovo, ma i draghi continuano a stare male. Poco dopo Gambedipesce legge sul suo libro di botanica che un drago, chiamato Scalderone, può produrre un antidoto naturale al veleno mangiando gli Oleandri azzurri. Saputa la notizia, Hiccup e Stoik partono, insieme ad un gruppo di vichinghi e ad un contrariatissimo Mildew, per salvare rispettivamente Sdentato e Thornado insieme agli altri draghi. Prelevato l'antidoto in modo alquanto originale, i draghi alla fine guariscono.
- Guest star: Michael Goldstrom (Johann)

## La sconosciuta (prima parte)
- Titolo originale: Heather Report: Part 1
- Diretto da: Louie del Carmen e Anthony Bell
- Scritto da: Art Edler Brown e Douglas Sloan

### Trama
I ragazzi trovano sulla spiaggia una barca semidistrutta ed, al suo interno, una ragazza che ha perso conoscenza. Una volta risvegliata, ella dice di chiamarsi Heather ed inizia a guadagnarsi la fiducia di tutti, ma Astrid rimane sempre in guardia. Passeggiando di notte, Astrid scopre che la bella naufraga è in combutta con gli Esiliati e cerca di avvertire Hiccup. Quest'ultimo, fidandosi ciecamente di Heather, non crede alle parole di Astrid e pensa che sia gelosa. Il mattino seguente però mancano la ragazza, il libro dei draghi e Tempestosa perciò Hiccup non può negare l'evidenza. Avvertiti tutti, i ragazzi partono in volo verso l'isola degli Esiliati e trovano Heather a metà strada, intenta nel consegnare il libro dei draghi ad Alvin. Dopo un inseguimento sia Heather che il libro cadono ed Hiccup decide di salvare la ragazza, facendo cadere il libro dei draghi nelle mani degli Esiliati.
- Guest star: Paul Rugg (Savage), Mae Whitman (Heather)

## La sconosciuta (seconda parte)
- Titolo originale: Heather Report: Part 2
- Diretto da: John Sanford e Anthony Bell
- Scritto da: Art Edler Brown, Douglas Sloan, Linda Teverbaugh e Michael Teverbaugh

### Trama
I ragazzi hanno purtroppo lasciato che gli Esiliati prendessero il libro dei draghi ma cercano subito di rimediare allo sbaglio. Il loro piano è quello di far travestire Astrid da Heather, farla andare sull'isola degli Esiliati, convincere Alvin a darle il libro dei draghi e scappare con il primo drago che trova. Purtroppo, quando Astrid sta per scappare con un Incubo orrendo con il quale ha fatto amicizia, Alvin minaccia di uccidere i genitori di Heather, ed Astrid prova con uno stratagemma a portare via sia il libro che i loro, ma fallisce e viene quindi fatta prigioniera dagli Esiliati. Nel frattempo, Heather scappa di prigione e, dopo aver fatto amicizia con Tempestosa, si mette in viaggio verso l'isola degli Esiliati, mentre Hiccup ed i suoi amici si sono appostati sull'altro versante della medesima isola. Poco dopo Hiccup e gli altri cadono in un'imboscata tesa da Alvin, usando Astrid come esca. Quando tutto sembra perduto, Heather giunge volando su Tempestosa, libera i suoi genitori, salva i ragazzi e vola via con essi. Purtroppo Astrid cade da Tempestosa e viene mantenuta in bilico su un burrone da Alvin. Hiccup va subito a salvarla ma Astrid lo ferma perché poco dopo giunge sul luogo l'Incubo orrendo con cui aveva legato prima, che salva la situazione e permette ai ragazzi di fuggire sia con il libro che con i genitori di Heather. A fine episodio Heather riesce a vivere felicemente con i suoi genitori.
- Guest star: Paul Rugg (Savage), Mae Whitman (Heather)

## I giochi del disgelo
- Titolo originale: Thawfest
- Diretto da: John Eng e Anthony Bell
- Scritto da: Art Edler Brown, Jim Cooper e Douglas Sloan

### Trama
Ogni anno a Berk si celebrano i "Giochi del disgelo", dove i più giovani affrontano sfide di forza, agilità e precisione. Ogni anno, Hiccup viene sistematicamente battuto da Moccicoso, che si pavoneggia e lo prende in giro perché è ormai diventato campione indiscusso dei giochi. Ma quest'anno Hiccup ha la possibilità di battere Moccicoso, perché sarà permesso per la prima volta l'uso dei draghi. Nelle prime tre sfide, affrontate anche negli anni precedenti, Moccicoso trionfa indiscusso mentre, nelle nuove tre sfide riguardanti l'abilità nel cavalcare i draghi, è Hiccup a vincere. Vittoria dopo vittoria, Hiccup diventa sempre più arrogante e dispettoso, tanto da far arrabbiare e preoccupare Sdentato e gli altri cavalieri. Moccicoso invece diventa parallelamente sempre più preoccupato perché, nella storia dei Giochi del disgelo, la sua famiglia è sempre arrivata prima, ed una eventuale sconfitta lo renderebbe la vergogna di suo padre. I due ragazzi hanno lo stesso numero di vittorie e quindi ricorrono allo spareggio, che consiste nell'evitare dei tronchi, arrampicarsi su un dirupo, volare fino alla nave ammiraglia e ritornare al traguardo. Hiccup è inizialmente in svantaggio ma, quasi arrivati al traguardo, riesce a superare Moccicoso; vedendo quest'ultimo disperato per la vicina sconfitta però, Hiccup capisce di esser diventato troppo competitivo e, fingendo un malfunzionamento della protesi di Sdentato, lascia vincere Moccicoso. Raggiunto anch'egli il traguardo, Hiccup si congratula con Moccicoso ed, umilmente, ammette di aver perso. Astrid, intuito il gesto di Hiccup, si avvicina a lui e lo bacia.
- Guest star: David Tennant (Stizzabifolco Jorgenson)

## Un ospite molto scomodo
- Titolo originale: Twinsanity
- Diretto da: Louie del Carmen e Anthony Bell
- Scritto da: Art Edler Brown, F. M. De Marco, Mark Hoffmeier, Douglas Sloan e Jack C. Thomas

### Trama
A Berk sta per arrivare Oswald, il capo dei "Grandi Guerrieri", una popolazione forte e combattiva. Nonostante l'indole del suo popolo, Oswald è molto pacifico e simpatico, infatti firma da anni il trattato di pace tra Berk e la sua isola. Per il suo arrivo, Stoik ordina ad Hiccup di allontanare temporaneamente tutti i draghi di Berk poiché pensa che se Oswald lo scoprisse entrerebbe sicuramente in guerra. Mentre esegue il compito, Hiccup vede volare da solo Vomito e Rutto, il drago di Testabruta e di Testaditufo, ed una volta portati i draghi di Berk in un posto sicuro, va a chiedere spiegazioni ai gemelli. Dei due trova solo Testaditufo che gli confessa di non voler condividere più nulla con Testabruta, nemmeno il drago. Detto questo, Testaditufo esce di casa e dice di recarsi al suo "luogo triste e solitario". Poco dopo, Hiccup va ad accogliere insieme a Stoik l'armata dei Grandi Guerrieri ma, dalla nave di Oswald, vedono uscire solo suo figlio Dagur che annuncia di aver preso il posto di suo padre. Poco dopo, afferma che è venuto a sapere che a Berk non si uccidono più i draghi. Stoik smentisce tutto e dice addirittura di aver ucciso tutti i draghi di Berk .La sua bugia sembra reggere, fino a quando Vomito e Rutto entrano nella "Grande sala" dove si trovava Dagur. Mentre il drago viene portato nell'accademia; Hiccup parte alla ricerca dei due gemelli e dopo averli trovati, riesce a fargli fare pace. Tornati all'arena, Hiccup e gli altri fingono di esser attaccati dai loro draghi e, così facendo, riescono a far fuggire Dagur ed a fargli firmare il trattato. Dopo tutto ciò, tutti i draghi tornano a Berk.

## Tempesta di fulmini
- Titolo originale: When Lightning Strikes
- Diretto da: John Sanford e Anthony Bell
- Scritto da: Justin Hook

### Trama
I draghi non hanno un posto dove appoggiarsi perciò i vichinghi costruiscono degli appoggiatoi di ferro. La sera stessa, una tempesta di fulmini colpisce il villaggio e gli abitanti, non conoscendo le proprietà attrattive del ferro (e sobillati un'altra volta da Mildew), incolpano Sdentato perché pensano che il Dio Thor sia arrabbiato con i Furia buia, in quanto si narra che il drago è l'empia progenie del fulmine e della morte. Hiccup riesce temporaneamente a calmare la folla e, per calmare Thor, costruisce una statua in suo onore. Essendo anche la statua di ferro, i fulmini colpiscono tramite essa ancor di più il villaggio, quindi la folla corre a casa di Hiccup per prendere il suo drago. Il ragazzo però è già scappato via con Sdentato quindi la folla va a cercarli per tutta l'isola. Mentre volano sopra la foresta, Hiccup e Sdentato vengono colpiti da un fulmine che rompe la protesi alare del drago, facendolo precipitare nella foresta. A quel punto Hiccup capisce le proprietà del ferro, infatti nota che tutti gli oggetti colpiti dai fulmini sono di quel materiale. Purtroppo la folla raggiunge il luogo della caduta e intrappola Sdentato. Hiccup, per salvare il suo drago e dimostrare la sua teoria sul ferro, sale sulla cima di una nave con una lancia e viene colpito da un fulmine, svenendo. Nonostante il duro colpo, Hiccup riesce a dimostrare che il ferro attrae i fulmini e che quindi il suo drago non c'entra. Il giorno dopo gli abitanti tolgono gli appoggiatoi di ferro e anche la statua di Thor, che viene messa nel punto più alto dell'isola per non creare problemi: ma l'unico punto stabile lontano dal villaggio è la casa di Mildew, che verrà sempre colpita dai fulmini.
- Guest star: Brook Chalmers (Berserker Herald)

## L'incubo dal passato
- Titolo originale: What Flies Beneath
- Diretto da: Louie del Carmen e Anthony Bell
- Scritto da: Jim Cooper e Douglas Sloan

### Trama
A Berk stanno sparendo sempre più animali ed è stata trovata anche una fitta rete di gallerie sotterranee, dove si presume che essi spariscano. Una mattina, da una di queste gallerie esce un Morte sussurrante, un drago spinoso che non ha le zampe e che, osservati per bene i ragazzi ed i loro draghi, attacca Sdentato. Il Furia buia a sua volta non vuole esser aiutato da Hiccup e così, non potendo volare senza l'aiuto del ragazzo, rimane ferito da una spina del Morte sussurrante, che dopo ciò scappa via. Dopo essersi fatto curare da Hiccup, Sdentato scappa via per cercare il drago che l'ha ferito. Cercando il suo drago insieme ai suoi amici, Hiccup e Gambedipesce cadono in una galleria e si imbattono nuovamente nel Morte sussurrante e, seguendolo nelle gallerie, scoprono un segno sulla sua pelle: la cicatrice di un morso di un drago. E non un drago qualsiasi: il morso di una Furia Buia. Hiccup capisce così che Sdentato e Morte Sussurrante si sono già scontrati in passato e, secondo Gambedipesce, i draghi si saranno per sempre odiati finché uno di loro non sarà morto. Uscito dalle gallerie, Hiccup spiega agli altri che Sdentato non vuole esser aiutato nella lotta perché per lui è una faccenda personale. Dopo un po' i ragazzi trovano Sdentato ma, prima che possano calmarlo, scappa via per lottare nuovamente con Morte sussurrante. Durante lo scontro, Sdentato viene bloccato su una sporgenza, ma grazie all'aiuto di Hiccup riesce di nuovo a volare e a combattere alla pari con il suo rivale. In quel momento, alcuni raggi di sole spuntano dalle nuvole, e ciò sembra disturbare Morte Sussurrante: Hiccup capisce che il drago non sopporta la luce e così riesce ad avere la meglio su di lui. Sdentato vuole finire il suo eterno nemico, ma Hiccup glielo impedisce, dicendogli che ha comunque vinto e non avrebbe senso ucciderlo; così Sdentato lascia andare Morte sussurrante, che si ritira nelle gallerie sotterranee, lasciando in pace sia lui che il villaggio. Dopo la vicenda, tutte le entrate per le gallerie vengono sigillate, per non far più uscire il drago.

## L'unione fa la forza
- Titolo originale: Defiant One
- Diretto da: John Eng e Anthony Bell
- Scritto da: Art Edler Brown, Jim Cooper e Douglas Sloan

### Trama
Hiccup e gli altri stanno pattugliando il mare in cerca di una nave alla deriva quando Moccicoso si allontana dal gruppo ed Hiccup va a cercarlo. Purtroppo Moccicoso finisce in una tromba d'aria e seguendolo anche Hiccup e Sdentato finiscono contro di essa. Al loro risveglio, Hiccup e Moccicoso riscontrano vari problemi, esattamente tre: Sdentato ha la protesi alare rotta, i ragazzi non trovano Zannacurva e per di più, vedono Savage ed alcuni guerrieri di Alvin, Hiccup e Moccicoso capiscono di trovarsi sull'isola degli Esiliati. Mentre i due vagabondano sull'isola in cerca di un fabbro per riparare la protesi di Sdentato, a Berk hanno fatto ritorno sia gli altri ragazzi sia Zannacurva, quindi Stoik inizia a preoccuparsi. Poco dopo Hiccup trova l'officina del fabbro ma, dopo aver forgiato l'asticella utile per riparare l'ala di Sdentato, viene catturato da Savage. Avendo visto il suo padrone mentre viene catturato, Sdentato va ad avvisare Moccicoso ed insieme riescono a recuperare l'asticella, a salvare Hiccup ed a volare via con lui.
- Guest star: Paul Rugg (Savage)

## L'isola della paura
- Titolo originale: Breakneck Bog
- Diretto da: John Sanford e Anthony Bell
- Scritto da: Art Edler Brown e Douglas Sloan

### Trama
Stoik ordina ad Hiccup di pattugliare il mare alla ricerca di Johann dicendogli solamente di dover ricevere una cosa dal mercante. Pattugliando insieme ai suoi amici, Hiccup vede Johann aggrappato ad un pezzo di legno e, dopo averlo recuperato, il mercante dice di aver perso la sua nave perché si è avvicinato troppo all'"Isola della paura", dove sembra che abiti un essere mostruoso chiamato "Mostro nebbioso". Il mercante dice ad Hiccup che doveva consegnargli un baule da parte di sua madre, quindi il ragazzo capisce che il padre non lo aveva avvertito perché sarebbe dovuta essere una sorpresa. Mentre si dirige verso l'Isola della paura insieme ad Astrid e Gambedipesce, Hiccup ordina a Moccicoso ed ai gemelli di riportare Johann a Berk. Arrivati sull'isola misteriosa, i ragazzi trovano la nave di Johann e, mentre cercano lo scrigno, giungono sul luogo anche Moccicoso ed i gemelli. Trovato lo scrigno, i ragazzi stanno per andare via quando una fitta nebbia si impossessa nuovamente dello scrigno e, seguendola, i ragazzi giungono al nido dei Draghi Sputafumo soffocanti, che non sono altri che il misterioso Mostro nebbioso. Grazie ad un diversivo, i ragazzi recuperano lo scrigno, la nave di Johann e fuggono via. Ritornato a Berk, Hiccup apre lo scrigno e trova al suo interno un pupazzetto di drago fatto da sua madre quand'era piccolo; Stoik, inoltre, gli racconta che quando lo vide lui si spaventò per diversi giorni, rivelando che aveva paura dei draghi. Ciò sorprende Hiccup dato che è riuscito a fare amicizia con Sdentato.
- Guest star: Michael Goldstrom (Johann)

## La pietra della fortuna
- Titolo originale: Gem of a Different Color
- Diretto da: John Eng e Anthony Bell
- Scritto da: Art Edler Brown, Douglas Sloan, Linda Teverbaugh e Michael Teverbaugh

### Trama
In volo sopra un'isola insieme a Muscolone, Gambedipesce trova una pietra fosforescente che cambia continuamente colore e, tornato a Berk, tutti gli abitanti la vogliono perché credono che sia un portafortuna. Essendo troppo infastidito dalle richieste degli abitanti, Gambedipesce, Hiccup ed Astrid riportano la pietra sulla sua isola e scoprono in realtà che essa è una di tante uova di drago. Dopo averla rimessa a posto, i ragazzi stanno per andarsene quando vengono attaccati da dei draghi invisibili ma, fortunatamente, riescono a scappare. Poco dopo, Hiccup scopre che Moccicoso li ha spiati ed ha preso altre tre uova di drago per rivenderle come portafortuna. Cercando di recuperare le uova vendute, i ragazzi scoprono che i draghi invisibili, che si chiamano in realtà Cambia-ala, sono già giunti a Berk ed hanno già iniziato a recuperare le uova, seminando il panico. Nonostante si siano ripresi le tre uova, i draghi non vanno via quindi Gambedipesce capisce che c'è un quarto uovo, in possesso di Moccicoso. Affrontando l'amico presuntuoso, Gambedipesce recupera l'uovo e lo restituisce ai Cambia-ala, che fuggono via.
- Guest star: Lucas Grabeel (Gustav)

## Siamo una famiglia (prima parte)
- Titolo originale: We Are Family: Part 1
- Diretto da: John Sanford e Anthony Bell
- Scritto da: Art Edler Brown e Douglas Sloan

### Trama
A Berk si sta per celebrare la settimana di Bork, in onore del grande vichingo che studiò a fondo i draghi. Per l'occasione, i ragazzi devono preparare una parata eseguita da vari gruppi di draghi e questo ricorda ad Hiccup che Sdentato è l'unico Furia Buia su tutta Berk. Poco dopo, in occasione del nuovo significato della festività, vengono affidati all'accademia dei draghi gli appunti di Bork e, leggendoli, Hiccup viene a conoscenza di un'isola abitata solo da Furia buia, chiamata "Isola della notte". Dopo aver recuperato una mappa per quel luogo, Hiccup e Sdentato partono da soli ma, una volta arrivati, vengono catturati dagli Esiliati e portati sulla loro isola. Nel frattempo, Stoik è preoccupato perché non trova Hiccup, ed anche Mildew sembra sparito.

## Siamo una famiglia (seconda parte)
- Titolo originale: We Are Family: Part 2
- Diretto da: Elaine Bogan, John Sanford e Anthony Bell
- Scritto da: Michael Teverbaugh, Linda Teverbaugh, Art Edler Brown e Douglas Sloan

### Trama
Prigioniero, Hiccup scopre che Mildew è in combutta con gli Esiliati ma poco dopo quest'accordo viene spezzato da Alvin, che rinchiude anche il vecchio. Il capo degli Esiliati, inoltre, facendo visitare ad Hiccup le celle che contengono i draghi che intende utilizzare per conquistare Berk, minaccia il giovane di uccidere Sdentato nel caso si rifiutasse di aiutarlo ad addestrare la sua nuova armata. Con uno stratagemma, Hiccup fugge con Mildew, mentre Sdentato riesce a liberarsi da solo e si mette alla ricerca del suo padrone, che lo crede però ancora prigioniero. Nel frattempo, Stoik, Skaracchio e gli altri ragazzi capiscono che Hiccup si trova sull'isola degli Esiliati e, grazie all'aiuto di Johann, riescono ad introdursi sull'isola senza destare sospetti. Sdentato si riunisce con Hiccup e stanno quasi per cedere contro gli esiliati quando vengono salvati dai draghi degli altri ragazzi, dimostrando che l'addestramento è servito; purtroppo, nella confusione generale, Mildew non riesce a salvarsi. Tornati a Berk, i ragazzi svolgono la parata anche se Sdentato è ancora l'unico della sua specie sull'isola. Dalla conclusione dell'episodio si può capire che Mildew è ancora in combutta con gli Esiliati, quindi la sua è stata solo una finta utile a far apprendere nuovi particolari sui draghi ad Alvin, che riesce ad addestrare il suo primo drago, un Morte Sussurrante di nome Spaccasuolo.
- Guest star: Michael Goldstrom (Johann), Paul Rugg (Savage)